# Campo de Calatrava
El Campo de Calatrava es una comarca natural e histórica española, ubicada sobre el centro de la provincia de Ciudad Real (Castilla-La Mancha).
Geomorfológicamente, es una región caracterizada por sus cerros de origen volcánico y sus lagunas.
La historia de esta comarca está relacionada con la de la Orden de Calatrava que tenía su sede en Almagro y su fortaleza era el Castillo de Calatrava la Nueva. Su origen se sitúa en una de las etapas más bélicas y decisivas de la Baja Edad Media para la unidad de Castilla, ligadas a la fundación de la citada Orden militar homónima, cuya encomienda era la vigilancia y protección de la vanguardia Sur-Suroeste de la Meseta de las correrías islámicas, como primer frente de contención de Castilla y de Toledo, su principal capital, más allá de la depresión del Tajo, junto a la ribera del Guadiana.

## Municipios de la comarca
| Municipio                 | Población (2019) | Superficie | Densidad |
| ------------------------- | ---------------- | ---------- | -------- |
| Ciudad Real               | 74 746           | 284,98     | 253,38   |
| Puertollano               | 47 035           | 226,74     | 226,27   |
| Miguelturra               | 15 368           | 118,37     | 114,74   |
| Bolaños de Calatrava      | 11 934           | 87,90      | 140,77   |
| Almagro                   | 8896             | 249,73     | 34,36    |
| Almodóvar del Campo       | 6027             | 1208,47    | 5,45     |
| Argamasilla de Calatrava  | 5943             | 165,94     | 36,27    |
| Moral de Calatrava        | 5271             | 188,20     | 29,43    |
| Calzada de Calatrava      | 3719             | 410,94     | 10,85    |
| Pozuelo de Calatrava      | 3553             | 99,67      | 29,04    |
| Carrión de Calatrava      | 3082             | 95,77      | 29,75    |
| Torralba de Calatrava     | 2977             | 101,58     | 30,21    |
| Poblete                   | 2626             | 27,82      | 56,79    |
| Aldea del Rey             | 1657             | 154,31     | 13,27    |
| Alcolea de Calatrava      | 1409             | 70,79      | 23,10    |
| Corral de Calatrava       | 1123             | 148,77     | 8,34     |
| Fernán Caballero          | 1001             | 103,96     | 11,21    |
| Granátula de Calatrava    | 714              | 152,65     | 6,31     |
| Valenzuela de Calatrava   | 688              | 44,08      | 17,92    |
| Picón                     | 658              | 59,57      | 11,60    |
| Villamayor de Calatrava   | 634              | 144,81     | 4,32     |
| Ballesteros de Calatrava  | 373              | 57,83      | 8,82     |
| Los Pozuelos de Calatrava | 372              | 84,00      | 5,61     |
| Caracuel de Calatrava     | 134              | 9,92       | 16,43    |
| Cañada de Calatrava       | 102              | 29,90      | 3,91     |
| Villar del Pozo           | 75               | 13,23      | 8,31     |

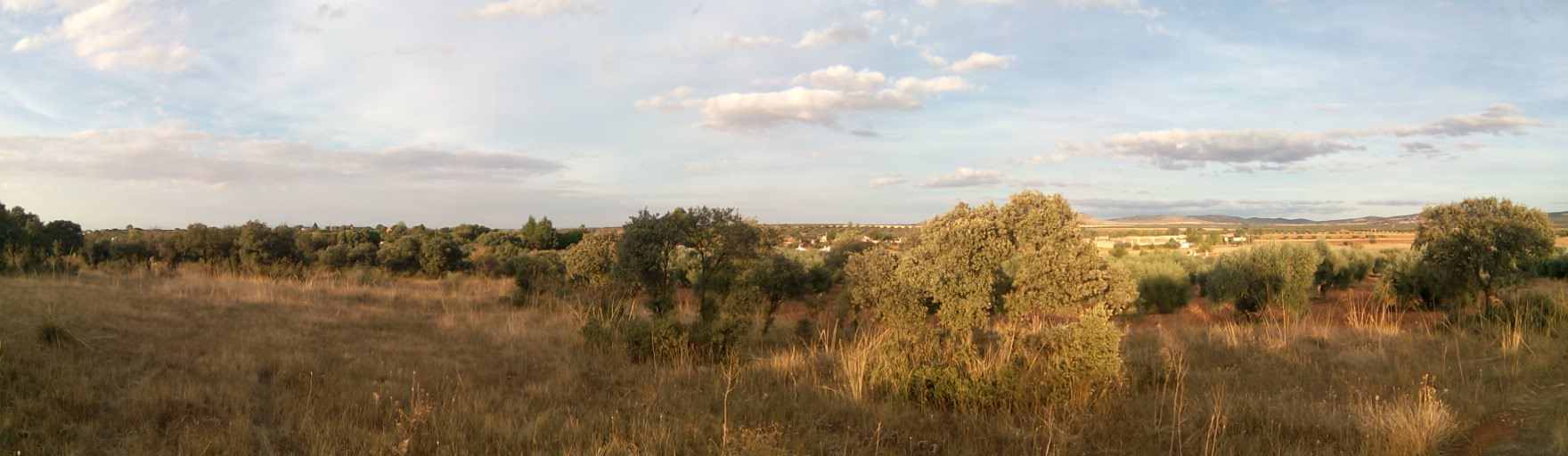
Paisaje del Campo de Calatrava en Bolaños de Calatrava (Ciudad Real)

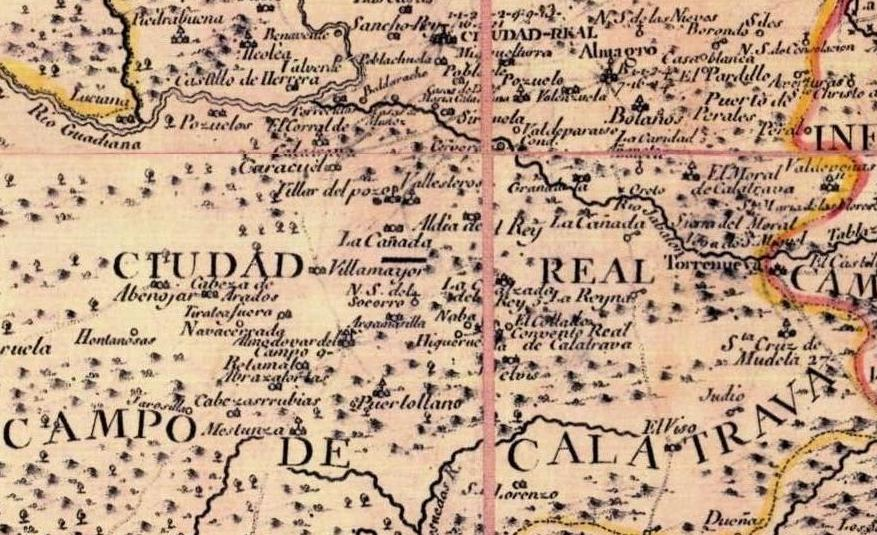
Mapa del Campo de Calatrava histórico (fragmento de la antigua provincia de La Mancha, por Thomás López Pensionista, año 1765).

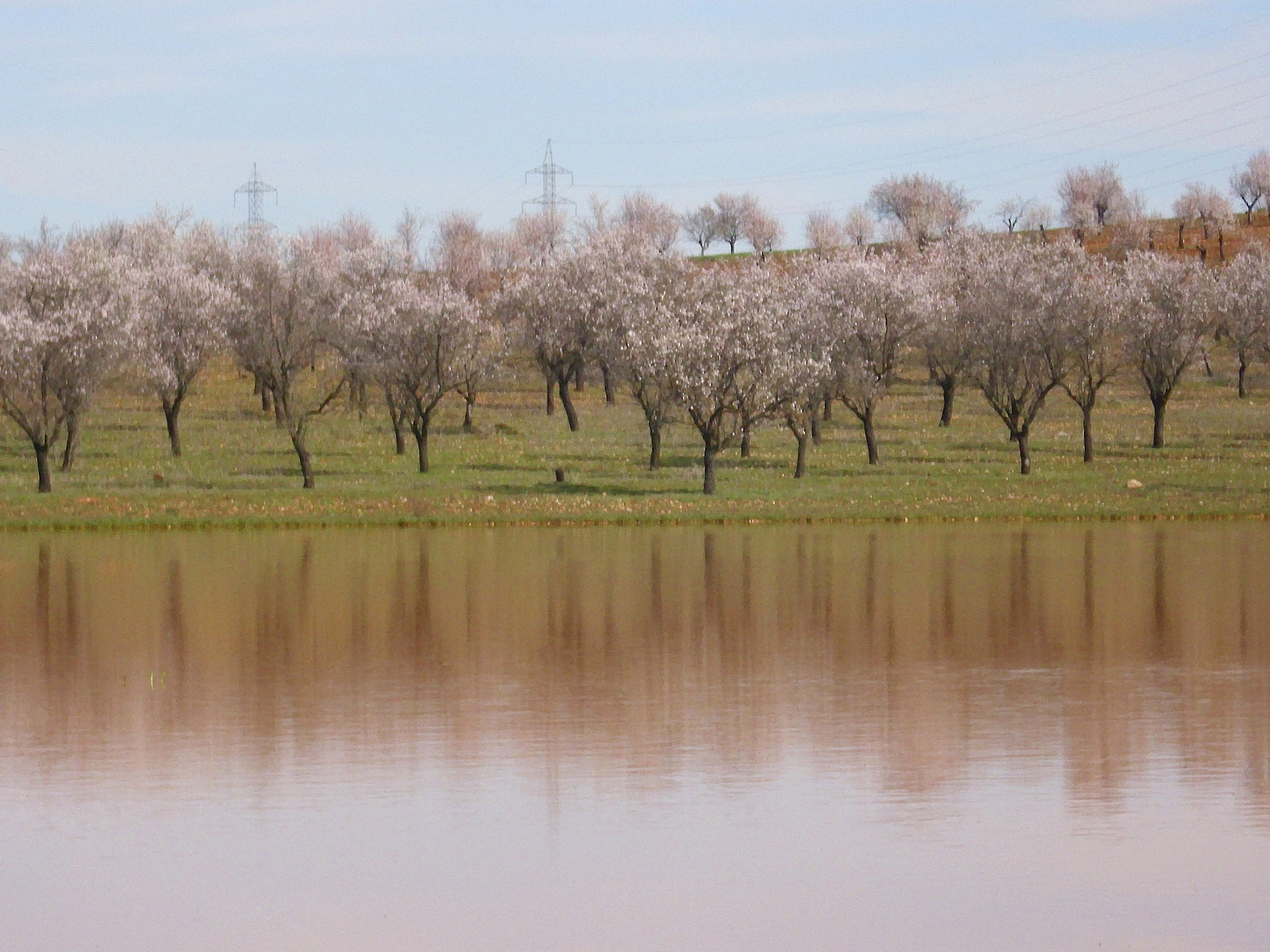
Almendros en floración junto a laguna estacional en el Campo de Calatrava.

Históricamente, el Campo de Calatrava ocupaba los dominios de la Orden de Calatrava en La Mancha, que suponía una gran porción del centro de la actual provincia de Ciudad Real. Según el historiador Ricardo Izquierdo Benito et al. (2002): "El campo de Calatrava era el núcleo central del dominio de ésta Orden. Se extendía desde el Puerto del Muradal, es decir, el actual paso de Despeñaperros en Sierra Morena, hasta el Puerto de Orgaz, o de Los Yébenes, en los Montes de Toledo. Por el oeste, los dominios calatravos llegaban hasta Chillón, Valdemanco y Navas de Estena, partiendo términos con el Arzobispado de Toledo y más tarde con el ayuntamiento de esta misma ciudad en los Montes de Toledo, a la altura del puerto del Milagro. Por el este, llegaban hasta los confines con los dominios de las otras Órdenes de San Juan y Santiago, tal y como fueron determinados por diversas concordias aprobadas ya en el siglo XIII, cuando la frontera se trasladó a tierras andaluzas después de la batalla de las Navas de Tolosa.".
- La Mancomunidad de Municipios del Campo de Calatrava incluye los municipios de: Aldea del Rey, Almagro, Ballesteros de Calatrava, Bolaños de Calatrava, Carrión de Calatrava, Calzada de Calatrava, Granátula de Calatrava, Miguelturra, Pozuelo de Calatrava, Torralba de Calatrava, Valenzuela de Calatrava, Villanueva de San Carlos y Villar del Pozo.[2]

- La comarca de Calatrava, según la Diputación Provincial de Ciudad Real, incluye los municipios: de la Mancomunidad de Municipios, de los que excluye Villanueva de San Carlos, y a los que añade: Alcolea de Calatrava, Argamasilla de Calatrava, Caracuel de Calatrava, Cañada de Calatrava, Ciudad Real, Corral de Calatrava, Fernán Caballero, Moral de Calatrava, Picón, Poblete, Los Pozuelos de Calatrava, Puertollano y Villamayor de Calatrava.[3][4]

La capital histórica del Campo de Calatrava fue Almagro, en competencia de Ciudad Real, el único lugar de la comarca que no pertenecía a la Orden de Calatrava, sino a la Corona.
Municipios que pertenecieron a la Orden hasta su enajenación por la Corona en el siglo XVI:
- Santa Cruz de Mudela, cedida en 1540 a Álvaro de Bazán "El viejo".
- Valdepeñas desde su fundación, según consta en los archivos de la Orden desde el año 1243, hasta 1575 que fue vendida a Álvaro de Bazán, primer Marqués de Santa Cruz. (Sirvió de límite con la Orden de Santiago)
- Viso del Marqués, antes llamado Viso del Puerto. Cedido a Álvaro de Bazán "El viejo", padre del marqués de Santa Cruz.

### Flora del Campo de Calatrava
En las abundantes lagunas estacionales de mayor o menor profundidad y persistencia.

## Vegetación de suelos parcialmente encharcados
Comunidades instaladas en las cuencas de las lagunas temporales con
suelos más o menos salinos, cuando se desecan durante el verano.
Forman pastizales de distinta estructura y composición, dependiendo
del grado de desecación y salinidad del medio, Eryngium corniculatum, Elatine alsinastrum, Chara fragilis, Scirpus maritimus, Scirpus lacustris subsp. lacustris, Scirpus lacustris subsp. tabernaemantani, Typha angustifolia, Puccinellia fasciculata, Littorella uniflora, Elatine hexandra, Eleocharis acicularis, Iliecebrum verticillatum, Montia fontana subsp. chondrosperma, Isoetes velatum, Eleocharis palustris, Lythrum borysthenicum, Illecebrum verticillatum, Ranunculus longipes, Isoetes setacea, Juncus emmanuelis, Crypsis aculeata, Cressa cretica,
Lythrum tribracteatum, Lythrum flexuasum, Myriophyllum spicatum, Phragmites australis,, etc.

## Vegetación acuática vascular

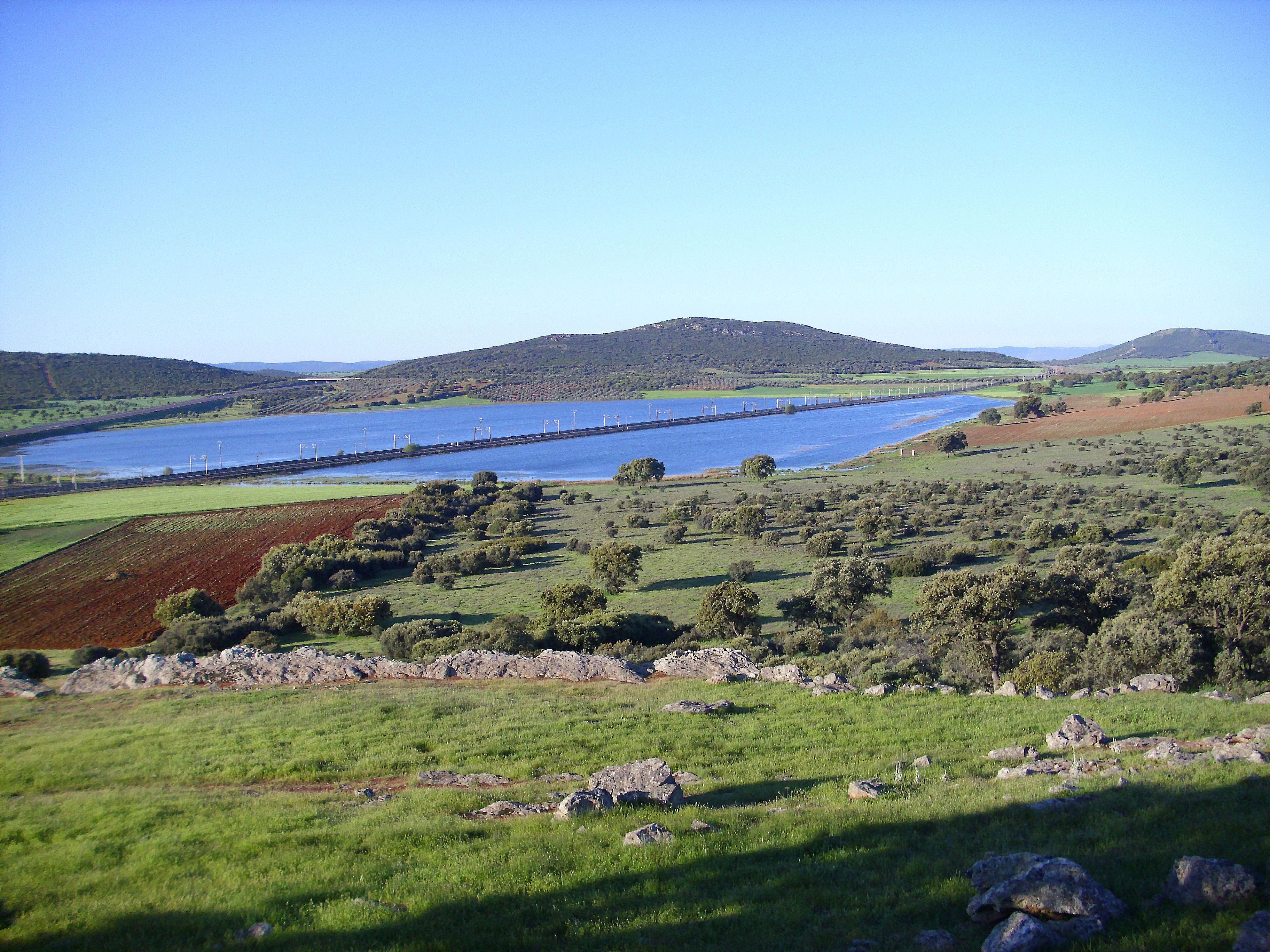
Laguna de Cañada de Calatrava atravesada por la línea del tren de alta velocidad y la autovía de Puertollano-Ciudad Real.

La vegetación acuática vascular está bien representada por dos comunidades relacionadas, pero que ocupan nichos ecológicos algo diferentes.
En las aguas más profundas se encuentra el Myriophylla - Potametum trichaidis, Myriaphyllum spicatum, Callitriche stagnalis, Potamageton pectinatus, Ranunculus peltatus subsp. peltatus, Ranunculus trichophyllus, Zannichellia palustris, que deja paso en menores profundidades al Myriophyllo - Callitrichetum brutiae. Callitriche brutia, especie directriz de la comunidad, puede ser sustituida en algunas lagunas por Callitriche truncata, de similar biotipo y con apetencias ecológicas semejantes. Chara galiaides, Chara canescens, Chara aspera, Chara hispida var. majar, Tolypella giamerata, Nitella tenuissima, Ruppia drepanensis, Ruppia mantua var. maritima.

## Monumentos
- Volcán Cerro Gordo
- Castillo de Calatrava la Vieja
- Castillo de Calatrava la Nueva
- Castillo de Salvatierra

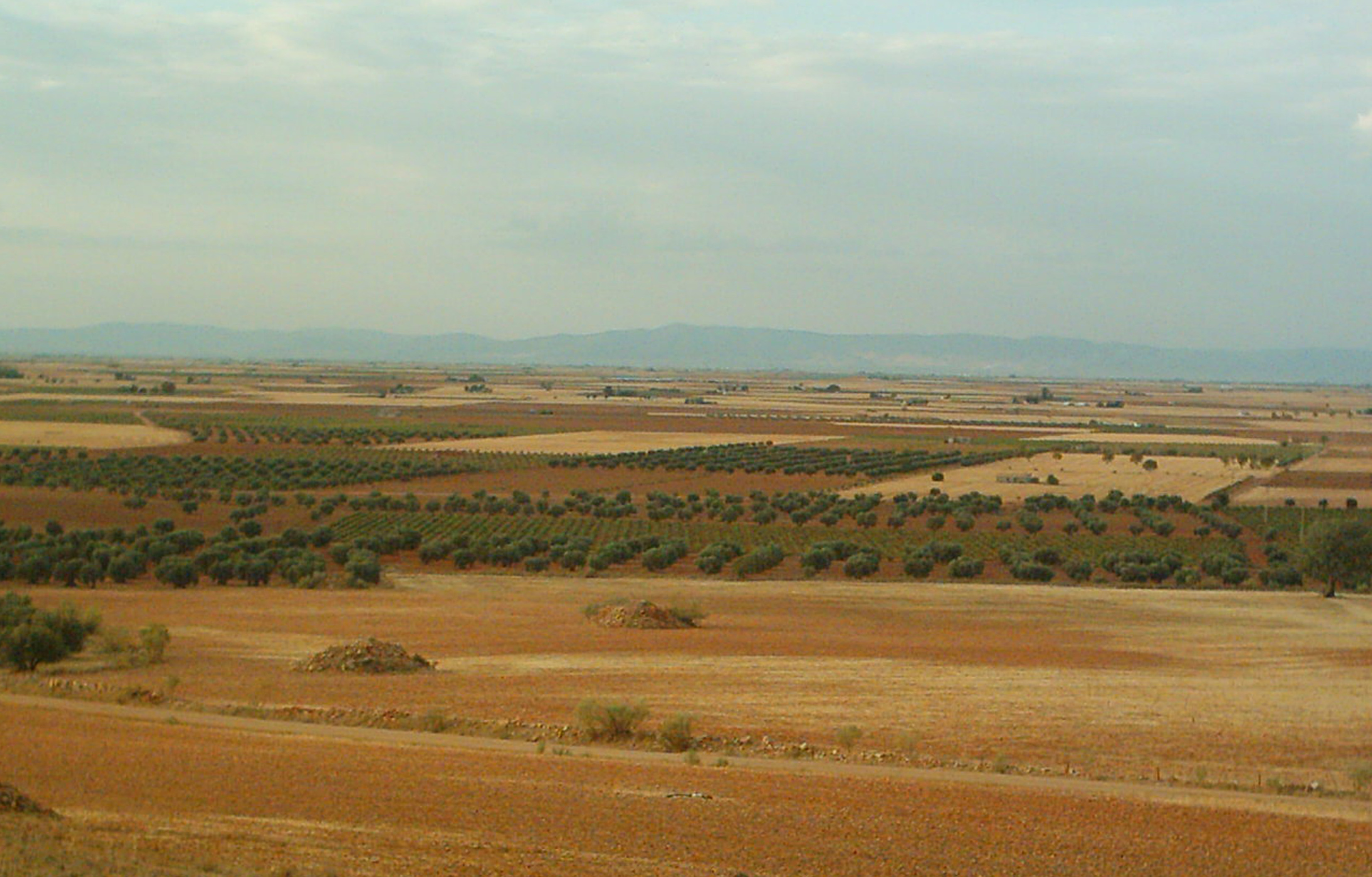
Paisaje de verano del Campo de Calatrava desde Sierra Pelada (Bolaños de Calatrava).

- Castillo de D.ª Berenguela, de Bolaños de Calatrava o de San Fernando.
- Yacimiento arqueológico de Oreto y Zuqueca.
- Corral de comedias de Almagro
- Santuario de Nuestra Señora del Monte
- Santuario de Nuestra Señora de las Nieves

## Fiestas del Campo de Calatrava
La celebración de la gran parte de fiestas en la comarca tienen rasgos o características similares, tanto es así que en algunas celebraciones como la Semana Santa les ha valido el reconocimiento de fiesta de interés turístico nacional, por su singularidad comarcal. A continuación enumeramos las más significativas:

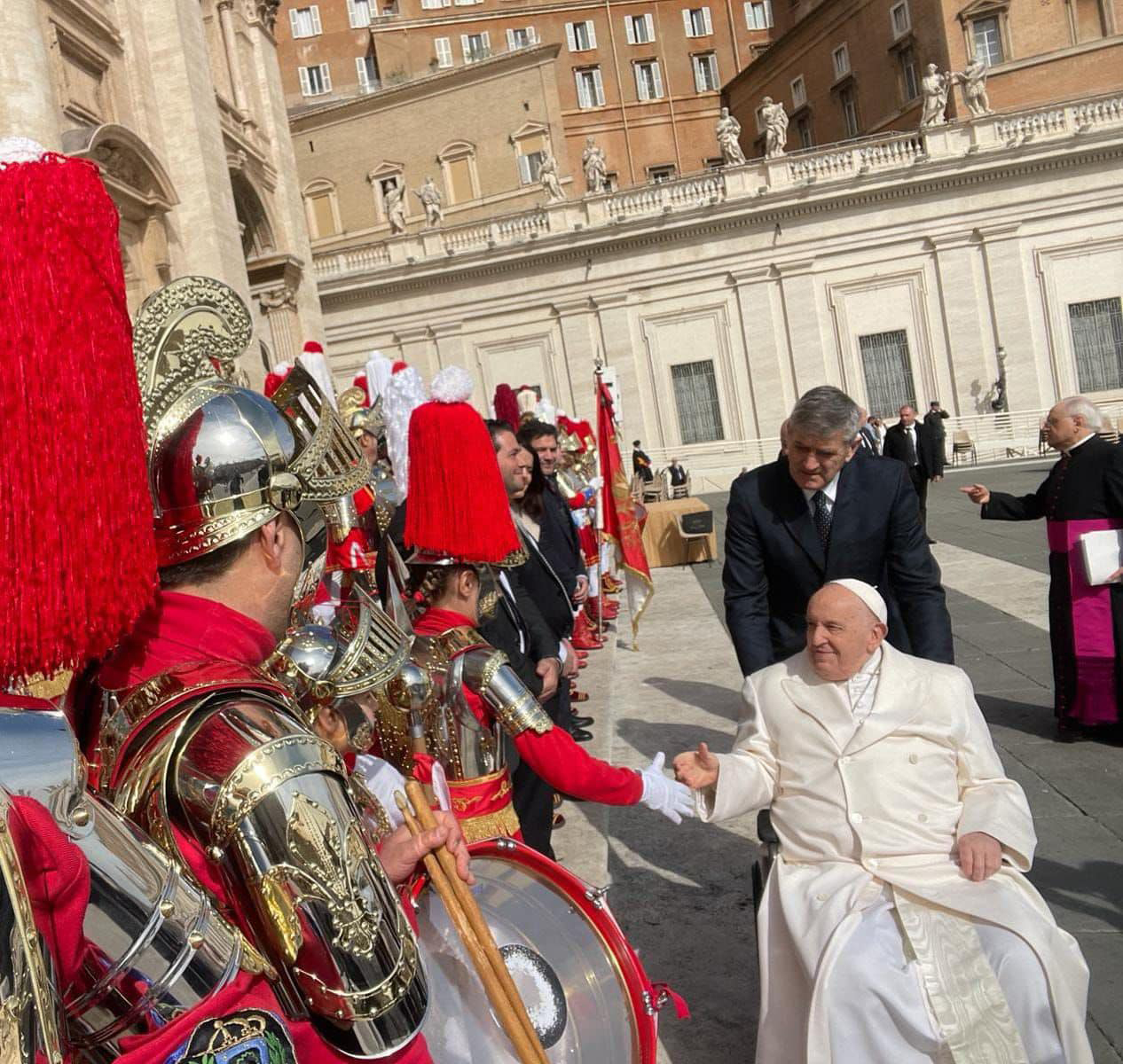
Audiencia de los Armaos del Campo de Calatrava con el Papa Francisco

- Semana Santa Calatrava o Ruta de la Pasión de Calatrava. Campo de Calatrava. Semana Santa en Bolaños de Calatrava, Almagro, Moral de Calatrava, Calzada de Calatrava, Pozuelo de Calatrava.
- Juego de las Caras. Calzada de Calatrava.
- Romería Virgen del Monte. Bolaños de Calatrava.
- Romería de Nuestra Señora María Cabeza de los Santos. Pozuelo de Calatrava
- Carnaval de Miguelturra. Miguelturra.
- Fiesta del Cristo de la Albahaca (procesión de alabarderos y rifa de ofrendas). Bolaños de Calatrava.

## Véase también

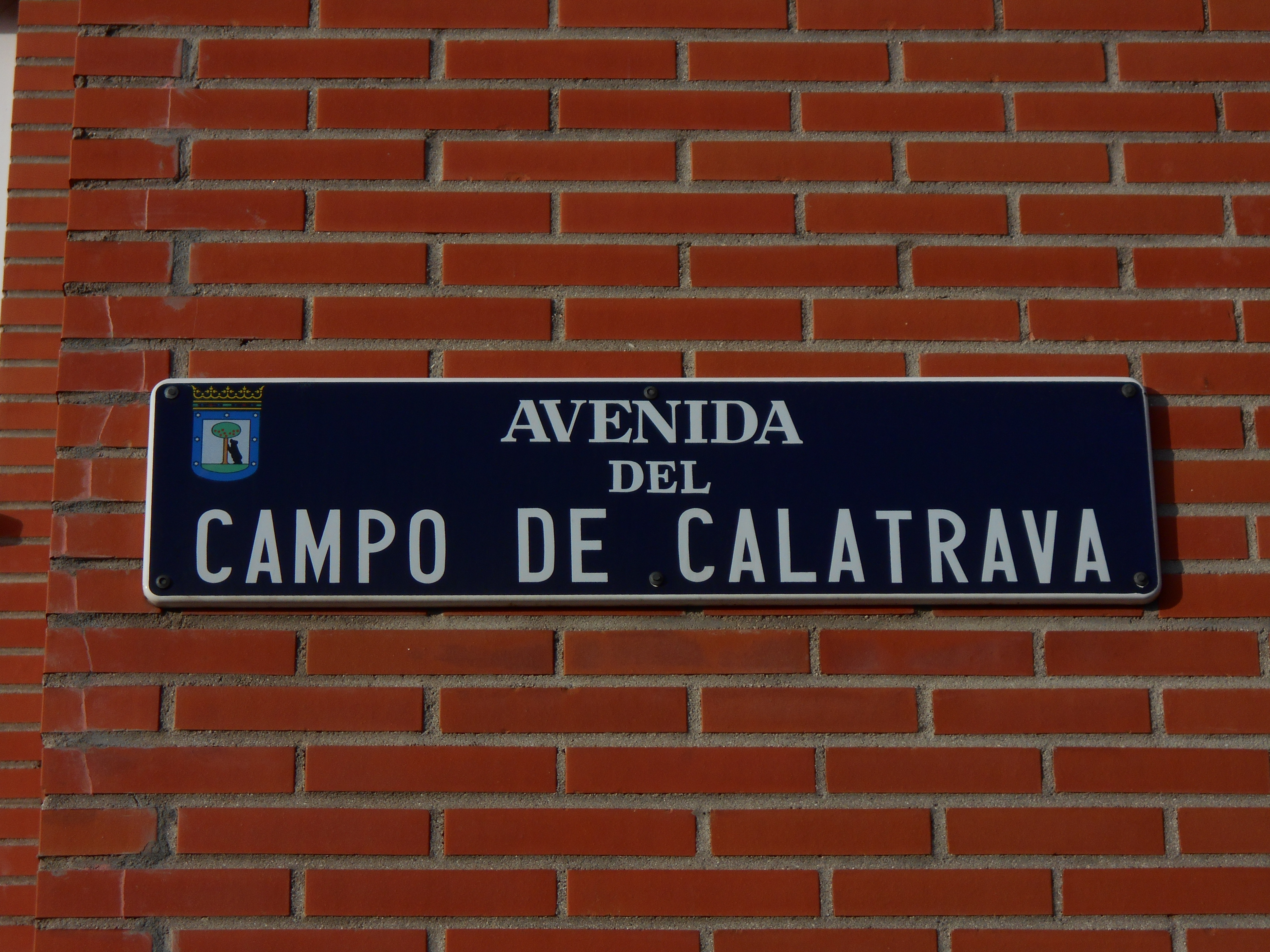
Placa de la Avenida del Campo de Calatrava, en el barrio de Tres Olivos de Madrid.